# Titularbistum Amantia
Amantia ist ein Titularbistum der römisch-katholischen Kirche.
Es geht zurück auf einen untergegangenen Bischofssitz in der gleichnamigen antiken Stadt, die in der römischen Provinz Epirus Novus lag. Er war der Kirchenprovinz Dyrrachium zugeordnet.

„Die Christianisierung Illyriens ging zweifellos aus zwei Zentren, zugleich Hauptorten der Provinzen Dalmatien und Epirus und Ausgangspunkten der Heerstrassen, aus Salona und Dyrrhachion aus. Als primäre Bischofssitze (bis 602), deren Bischöfe vorh. 3. - 5. Jahrhundert öfters genannt werden, sind in Albanien ausser Dyrrhachion noch Doclea, Sarda, Scodra, Lissus, Scampa, Amantia, Apollonia, Byllis, Aulona und wahrscheinlich Ulcinium zu betrachten.“

„Unter dem Drucke der Völkerwanderungen und auch durch Naturkräfte schwinden im VI. und VII. Jahrhundert mehrere Diözesansitze, neue befestigte Städte werden unter Justinian errichtet, die zu selber Zeit oder nicht viel später Bischöfe erhielten. ...  Die römischen Städte Doclea, Sarda, Scampa, Apollonia, Amantia, Byllis gingen teils durch Feindeseinbrüche teils durch allmähliche Versumpfung zugrunde, aber ihre Bistümer verschwinden nicht, sondern gingen nur eine Metamorphose ein.“

| Titularbischöfe von Amantia | Titularbischöfe von Amantia                         | Titularbischöfe von Amantia                | Titularbischöfe von Amantia | Titularbischöfe von Amantia |
| Nr.                         | Name                                                | Amt                                        | von                         | bis                         |
| --------------------------- | --------------------------------------------------- | ------------------------------------------ | --------------------------- | --------------------------- |
| 1                           | Edward Idris Cassidy Titularerzbischof pro hac vice | Kurienerzbischof                           | 27. Oktober 1970            | 28. Juni 1991               |
| 2                           | Johannes Liku Ada’                                  | Weihbischof in Ujung Pandang (Indonesien)  | 11. Oktober 1991            | 11. November 1994           |
| 3                           | Gyula Márfi                                         | Weihbischof in Eger (Ungarn)               | 11. November 1995           | 14. August 1997             |
| 4                           | Daniel Robert Jenky CSC                             | Weihbischof in Fort Wayne-South Bend (USA) | 21. Oktober 1997            | 12. Februar 2002            |
| 5                           | Paul Tschang In-Nam Titularerzbischof pro hac vice  | Apostolischer Nuntius                      | 19. Oktober 2002            |                             |